# يتسحاق أميت
يتسحاق أميت (بالعبرية: יצחק עמית)، ولد باسم يتسحاق جولدفرويند (بالعبرية: יצחק גולדפריינד في 20 أكتوبر 1958) هو قاضٍ في المحكمة العليا في إسرائيل ويشغل منصب رئيس المحكمة العليا في إسرائيل منذ 26 يناير 2025، على الرغم من أن وزير العدل؛ياريف ليفين يرفض الاعتراف بهذا التعيين.

## الحياة المبكرة والتعليم
ولد أميت ونشأ في تل أبيب. التحق بمدرسة ثانوية دينية وتخرج منها عام 1976. خدم في الجيش الإسرائيلي كضابط في الوحدة 8200، وتم تسريحه عام 1980. في عام 1981، بدأ دراسة القانون في الجامعة العبرية في القدس وتخرج بدرجة امتياز مع مرتبة الشرف بدرجة البكالوريوس في القانون عام 1985.

## الحياة المهنية
حصل أميت على ترخيص لممارسة القانون في عام 1986 وعمل محامياً في القطاع الخاص.
في عام 1997، عُيِّن قاضيًا في محكمة صلح عكا، ثم قاضيًا في محكمة صلح حيفا. ثم أصبح قاضيًا في محكمة منطقة حيفا. انتُخب للمحكمة العليا في أغسطس 2009، وتولى منصبه في أكتوبر 2009. في عام 2023، كان من المتوقع أن يصبح أميت رئيسًا للمحكمة العليا ، بعد تقاعد إستر هايوت. ومع ذلك، وبسبب اعتراض وزير العدل ياريف ليفين ، أصبح عوزي فوجلمان رئيسًا بالنيابة للمحكمة العليا في إسرائيل من 16 أكتوبر 2023 حتى استقالته عند بلوغه سن التقاعد في 1 أكتوبر 2024.
أصبح أميت رئيسًا بالإنابة للمحكمة العليا في إسرائيل بعد استقالة فوجلمان، حتى يتم تعيين رئيس دائم من قبل لجنة اختيار القضاة. من عام 2023 حتى عام 2025، منع ليفين انضمام أميت كرئيس دائم، والذي يجب تعيينه على أساس نظام الأقدمية القائم منذ فترة طويلة.